# Aranesiska

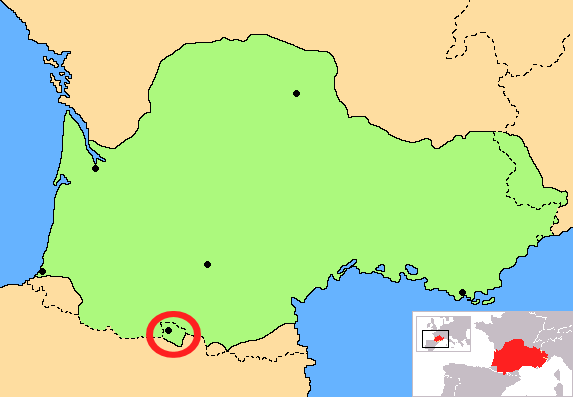
Karta över det occitanska språkområdet, med Val d'Aran inringat.

Aranesiska (aranés) är en variant av gasconska, en dialekt av officiell occitanska. Den talas av ett antal tusen personer i Val d'Aran i nordvästligaste delen av spanska Katalonien (provinsen Lleida). Detta är ett område norr om Pyrenéerna men som trots det alltid legat söder om gränsen mellan Frankrike och Spanien/Aragonien.

## Utbredning och status
Antalet talare uppgick vid 1991 års folkräkning till cirka 3 800 personer, plus ytterligare 1 300 som förstod men inte talade det, vilket motsvarade alla utom 1 000 invånare i dalen. Samtidigt var skrivkunnigheten i aranesiska låg; drygt 1 200 kunde skriva på aranesiska, medan 1 900 kunde skriva på katalanska och i princip alla på spanska Vid 2001 års folkräkning hade andelen talare ökat till 4 700 personer, och de övriga som endast förstod språket var då cirka 2 000 personer. År 2001 kunde 2 000 boende i dalen också skriva på aranesiska.
År 2008 gjorde Kataloniens regionstyre en enkätundersökning bland dalborna från 15 års ålder och uppåt. Undersökningsresultatet visade att 78,2 procent av befolkningen kunde förstå aranesiska, 56,8 tala, 59,4 läsa och 34,8 procent skriva språket.
Aranesiskan är inget stort språk och har setts som utrotningshotat. Sedan 2010 har dialekten dock officiell status i hela Katalonien, och sedan 1984 har språket lärts ut vid sidan av spanska i de lokala skolorna. Studenterna måste varje vecka studera vardera två timmar spanska, katalanska och aranesiska. På viss utbildningsnivå läggs också ett utländskt språk på, utöver de tre officiella språken – vanligen franska på grund av den geografiska närheten – och ibland också två timmar engelska.
Regionala TV-sändningar av nyheter på aranesiska förekommer sedan 1990, sedan 2007 även i radio och sedan 2010 på Internet.

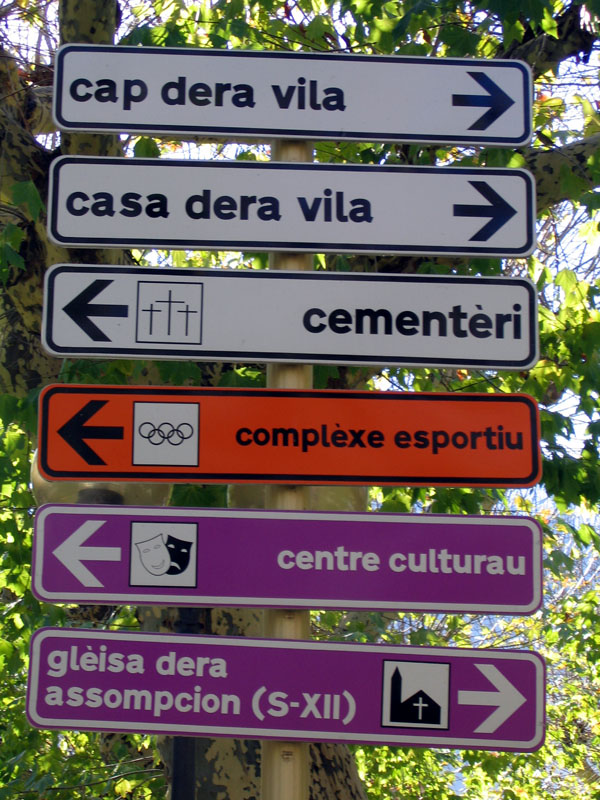
Vägskyltar på aranesiska, i Val d'Aran.

## Fonologi
Några typiska drag för aranesiskan (liksom för annan gasconska):
- Latinets F > H:
  - focus /ˈfokus/ (härd) > huec /hwek/ (eld)
  - ferrum /ˈferːum/ > hèr /heɾ/
- Latinets LL > TH (inuti ord eller finalt) eller R (intervokaliskt): 
  - vitellu > vedèth /beˈdɛt(ʃ)/ (äggula)
  - ille > eth /et(ʃ)/ (sing. mask. bestämd artikel)
  - ille > er /eɾ/ (sing. mask. bestämd artikel; använt före ord som börjar med vokalljud)
  - illa > era /eɾa/ (sing. fem. bestämd artikel)
- Vokalisering av L till U finalt: malum > mau /maw/ (dålig)
- Förlust av N intervokalt:
  - Latinets luna > lua (måne)
  - Latinets farīna > haria (mjöl)
- Metates av -R: 
  - Latinets ventrum > vrente (mage)
  - Latinets vesper > vrèspe (afton)
- Prostetiskt A- före initialt R-, vilket leder till dubblerat R:
  - Latinets recognōscō > arreconéisher (känna igen)
  - Latinets rīdēre > arríder (skratta)

Särskilda aranesiska egenheter:
- Avaspirering av gasconskans /h/ > aranesiska ∅ (utom i orterna Bausen och Caneján, där det behåller sitt [h])
  - Gasconskans huec /hwek/ (eld) > aranesiska huec /wek/
- Gasconskans -AS uttalat och skrivet -ES:
  - Gasconskans hemnas > hemnes /ˈennes/ (kvinnor)
  - Gasconskans parlas > parles /ˈpaɾles/ (du talar)
- Plural av substantiv som slutar på -A blir -ES (i likhet med i katalanska): era pèira → es pèires (stenarna)
- Intervokalist /b/ skrivet U uttalat /w/:
  - Gasconska: cantava /kanˈtaba/ (han/hon sjöng)
  - Araneeiska: cantaua /kanˈtawa/ (han/hon sjöng)
- Reducering av bestämda pluralartiklar:
  - Gasconska: eths, eras
  - Aranesiska: es /es/